# اتاق شماره شش

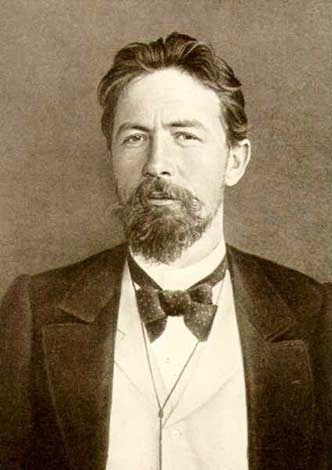
تصویری نویسنده اتاق شماره ۶ آنتوان چخوف

اتاق شمارهٔ ۶ (به‌روسی: Палата № 6)داستان کوتاهی از آنتوان چخوف، نویسندهٔ اهل روسیه است.  این اثر در ایران توسط کاظم انصاری و آبتین گلکار ترجمه شده‌است.

## خلاصه داستان
این کتاب در مورد یک اتاق به نام اتاق شماره شش و همچنین بیماران در اتاق و پزشک معالج آن‌ها می‌باشد.

## شخصیت‌ها
- ایوان دمیتریچ گروموف
- دکتر آندره یفیمیچ راگین
- مایسیکا

## موضوع
بحران موجودیتی
روشنایی حقیقت آگین در لحظه مرگ می‌آید، برای زندگی در حکمت بسیار دیر است.»
در طول داستان، راگین با یک نبرد درونی برای تصمیم‌گیری در مورد اینکه آیا زندگی او ارزشی دارد یا خیر دست و پنجه نرم می‌کند. او در بیمارستان طوری رفتار می‌کند که گویی اقدامات او به عنوان یک پزشک تأثیری بر زندگی دیگران ندارد و مرگ را نتیجه هر موقعیت پزشکی می‌داند. او پزشک شهر و محترم است، اما از موقعیت خود برای ایجاد تغییر در شرایط بیمارستان و بخش استفاده نمی‌کند. راگین مردی دانا بود که اجازه داد زندگی از کنارش بگذرد و فقط هر روز را به صورت روباتیک تکرار می کرد. راگین در حالی که در تعطیلات با میهایل بود، ساعت‌های خود را روی مبل دراز کشیده و به زندگی و مرگ فکر می‌کرد. اگرچه طول عمر طولانی‌ترین چیزی است که یک فرد تجربه می‌کند، او احساس می‌کرد که وقتی مرگ اتفاق افتاد، به سادگی تبخیر شد و هیچ اثری در جهان باقی نگذاشت. 
جامعه
بی توجهی
رنج کشیدن
چخوف به مقوله رنج در این کتاب به شکل ویژه‌ای پرداخته‌است.